# Vermicella
Vermicella är ett släkte av ormar. Vermicella ingår i familjen giftsnokar och underfamiljen havsormar.
Arterna är med en längd upp till 60 cm små och smala ormar. De förekommer i Australien. Individerna lever i olika habitat och de gräver i marken. Födan utgörs av ännu mindre maskormar (Typhlopidae). Honor lägger ägg. Släktets arter har ofta svarta och vita mönster på kroppen. Det giftiga bettet anses vara ofarlig för människor.
Arter enligt Catalogue of Life:
- Vermicella annulata
- Vermicella intermedia
- Vermicella multifasciata
- Vermicella snelli
- Vermicella vermiformis

The Reptile Database listar ytterligare en art:
- Vermicella parscauda